# Reggiane Re.2003
Reggiane Re.2003 – włoski samolot myśliwsko-rozpoznawczy z okresu II wojny światowej, będący rozwinięciem serii zapoczątkowanej samolotem Reggiane Re.2000, którego rozwój pozostał tylko w fazie prototypu.

## Historia
Na początku II wojny światowej włoskie lotnictwo było wyposażone w przestarzałe, powolne dwupłatowiec IMAM Ro.37. Podjęto więc decyzję o wymianie tych samolotów na nowoczesne płatowce. W odpowiedzi na rozpisany konkurs firma Reggiane przedstawiła projekt Re.2003.

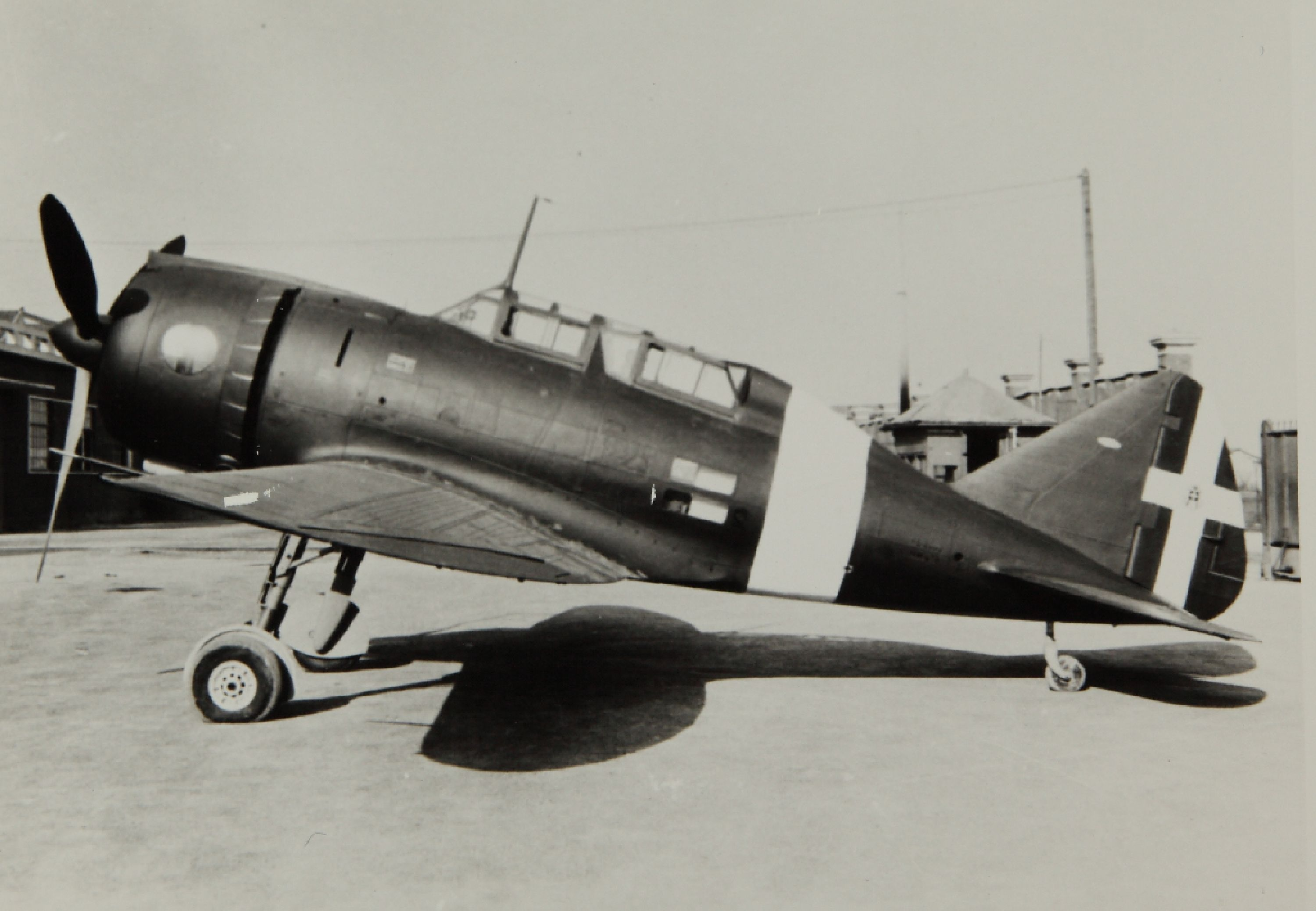
Prototyp Reggiane Re.2003

Samolot ten został opracowany na podstawie Reggiane Re.2000. Modyfikacja polegała na zaprojektowaniu zamiast jednomiejscowej, dwumiejscowej kabiny dla załogi, dla pilota i obserwatora oraz wyposażeniu płatowca w aparaty fotograficzne oraz sprzęt nadawczo-odbiorczy. Uzbrojenie oprócz dwóch wkm 12,7 mm w skrzydłach z których strzelać mógł pilot, miały stanowić bomby do 500 kg pod kadłubem i skrzydłami. Miało to pozwalać atakować tymi maszynami też celów naziemnych.
Prototyp o numerze seryjnym MM.478 został oblatany 29 lipca 1941 roku. Po pozytywnych testach maszyny, przewidywano zamówienie 200 sztuk Re.2003. Jednakże z uwagi na zagrożenie od 1942 roku bombardowaniami obiektów na terenie Włoch przez lotnictwo aliantów i pilną potrzebę budowy samolotów myśliwskich, zrezygnowano z budowy Re.2003 na rzecz Reggiane Re.2002. Przed anulowaniem zamówienia zdążono jeszcze tylko zbudować drugi prototyp oraz rozpoczęto budowę kolejnej maszyn.